# Plouvorn
Plouvorn är en kommun i departementet Finistère i regionen Bretagne i västra Frankrike. Kommunen ligger i kantonen Plouzévédé som tillhör arrondissementet Morlaix. År 2022 hade Plouvorn 2 932 invånare.

## Befolkningsutveckling
Antalet invånare i kommunen Plouvorn
Referens:INSEE